# Jermaine Stewart
William Jermaine Stewart (Columbus, 7 settembre 1957 – Homewood, 17 marzo 1997) è stato un cantante statunitense.
Riscosse un grande successo negli Stati Uniti con le sue hit The Word Is Out (del 1984) e We Don't Have to Take Our Clothes Off (1986). Stewart morì di carcinoma epatocellulare il 17 marzo 1997, all'età di 39 anni, a Homewood.

## Discografia

### Album in studio
- 1984 - The Word Is Out
- 1986 - Frantic Romantic
- 1987 - Say It Again
- 1989 - What Becomes a Legend Most

### Raccolte
- 1998 - The Best of Jermaine Stewart
- 1999 - A Tribute to Jermaine Stewart, Attention
- 2005 - Greatest Hits

### Singoli
- 1983 - The Word Is Out
- 1985 - I Like It
- 1986 - We Don't Have to Take Our Clothes Off
- 1986 - Frantic Romantic/Versatile
- 1986 - Jody
- 1987 - Don't Ever Leave Me
- 1987 - Say It Again
- 1988 - Get Lucky
- 1988 - Don't Talk Dirty to Me
- 1989 - Is It Really Love
- 1989 - Tren de Amor
- 1990 - Every Woman Wants To
- 1992 - Set Me Free